# Sukō Tennō
Sukō Tennō (崇光天皇?) (25 de mayo de 1334–31 de enero de 1398) fue el tercer emperador de la Corte del Norte de Japón. Según los documentos históricos pre-Meiji, reinó entre 1348 y 1351. Antes de ser ascendido al trono Nanboku-chō, su nombre personal (imina) fue Príncipe Imperial Masuhito (益仁親王 Masuhito-shinnō?) y posteriormente Príncipe Imperial Okihito (興仁親王 Okihito-shinnō?).

## Genealogía
Su padre fue el Pretendiente del Norte Kōgon Tennō. Su predecesor, Kōmyō Tennō, fue su tío.
- Dama de Honor: Niwata (Minamoto) ?? (庭田（源）資子)

- Primer hijo: Príncipe Imperial Fushimi-no-miya Yoshihito (伏見宮栄仁親王) (primer Fushimi-no-miya)
- Segundo hijo: Príncipe Imperial y Monje Okinobu (興信法親王) (monje budista)

- Dama de la Corte: Dama Yasukuku-dono  (安福殿女御)
- Consorte: Dama de Honor Sanjō ?? (三条局)

- Primera hija: ?? (瑞室)
- Tercer hijo: Príncipe Imperial y monje Kosuke (弘助法親王) (monje budista)

## Biografía
En 1348 se convirtió en príncipe heredero. En el mismo año, asumió el trono de la Corte del Norte a los catorce años, tras la abdicación del emperador Kōmyō, con el nombre de emperador Sukō. Su padre, el emperador Kōgon actuó como emperador enclaustrado.
En 1351, la rivalidad entre Ashikaga Takauji y Ashikaga Tadayoshi había comenzado; Takauji se alió con la Corte del Sur y en un intento de unificar las dos cortes forzó la abdicación del Emperador Sukō. 
No obstante, en 1352 la Corte del Sur huye de Kioto y secuestra al emperador Kōgon, al emperador Kōmyō y al emperador Sukō, junto con el príncipe heredero, el príncipe imperial Naohito, hijo del emperador Kōgon. Con este hecho, Takauji reactiva la Corte del Norte y pone al trono al segundo hijo del emperador Kōgon, el príncipe imperial Iyahito.
Tras su regreso a Kioto en 1357, el hijo del emperador Sukō, el príncipe imperial Yoshihito se alió al shogunato Ashikaga con el fin de ser nombrado príncipe heredero, pero el shogunato decidió nombrar príncipe al hijo del emperador Go-Kōgon, el futuro emperador Go-En'yū.
En 1398, el emperador Sukō falleció a los 63 años. Sin embargo, en 1428 su bisnieto el príncipe imperial Hikohito, se convirtió en el emperador Go-Hanazono.

## Eras
Eras de la Corte del Sur
- Shōhei (1346 – 1370)

Eras de la Corte del Norte
- Jōwa
- Kan'ō

## Rivales de la Corte del Sur
- Emperador Go-Murakami